# Edna St. Vincent Millay
Edna St. Vincent Millay (Rockland, Maine, 1892. február 22. – Austerlitz, New York, 1950. október 19.) Pulitzer-díjas amerikai költő, drámaíró.
Két lánytestvérével együtt édesanyja szabad szellemben nevelte gondot fordítva a művészetekre, zenére, irodalomra is. 1912-ben Millay részt vett egy költészeti versenyen, ahol díjat nyert. Ennek következtében ismertté vált és ösztöndíjat kapott a Vassar College-ban, ahol 1917-ben végzett. ugyanakkor megjelent első kötete: Renascence (Újjászületés) címmel.
Greenwich Village-ben, New York bohémnegyedében telepedett le és újságírással kereste kenyerét. Sok művésszel kötött barátságot, szabad szellemű életet élt, feminista eszméket hirdetett.
1920-ban jelent meg egy feminista verseskötete, amely felhívta a figyelmet a női szexualitás ellentmondásaira. 1923-ban a negyedik verseskötetéért (Harp Weaver)  elnyerte a Pulitzer-díjat.
Operalibrettót, drámákat is írt.

## Verseskötetek
- Renascence, and Other Poems, 1917
- A Few Figs From Thistles: Poems and Four Sonnets, 1920
- Second April, 1921
- The Ballad of the Harp-Weaver, 1922
- Poems, 1923
- Nancy Boyd álnéven: Distressing Dialogues, 1924
- The Buck in the Snow, and Other Poems
- Fatal Interview (szonettek),  1931
- Wine from These Grapes, 1934
- Műfordítások (Charles Baudelaire: A romlás virágai), 1936
- Conversation at Midnight, 1937
- Huntsman, What Quarry? (poems), 1939
- There Are No Islands, Any More: Lines Written in Passion and in Deep Concern for England, France, and My Own Country, 1940
- Make Bright the Arrows, Notebook, 1940
- The Murder of Lidice, 1942
- Second April, The Buck in the Snow, 1950

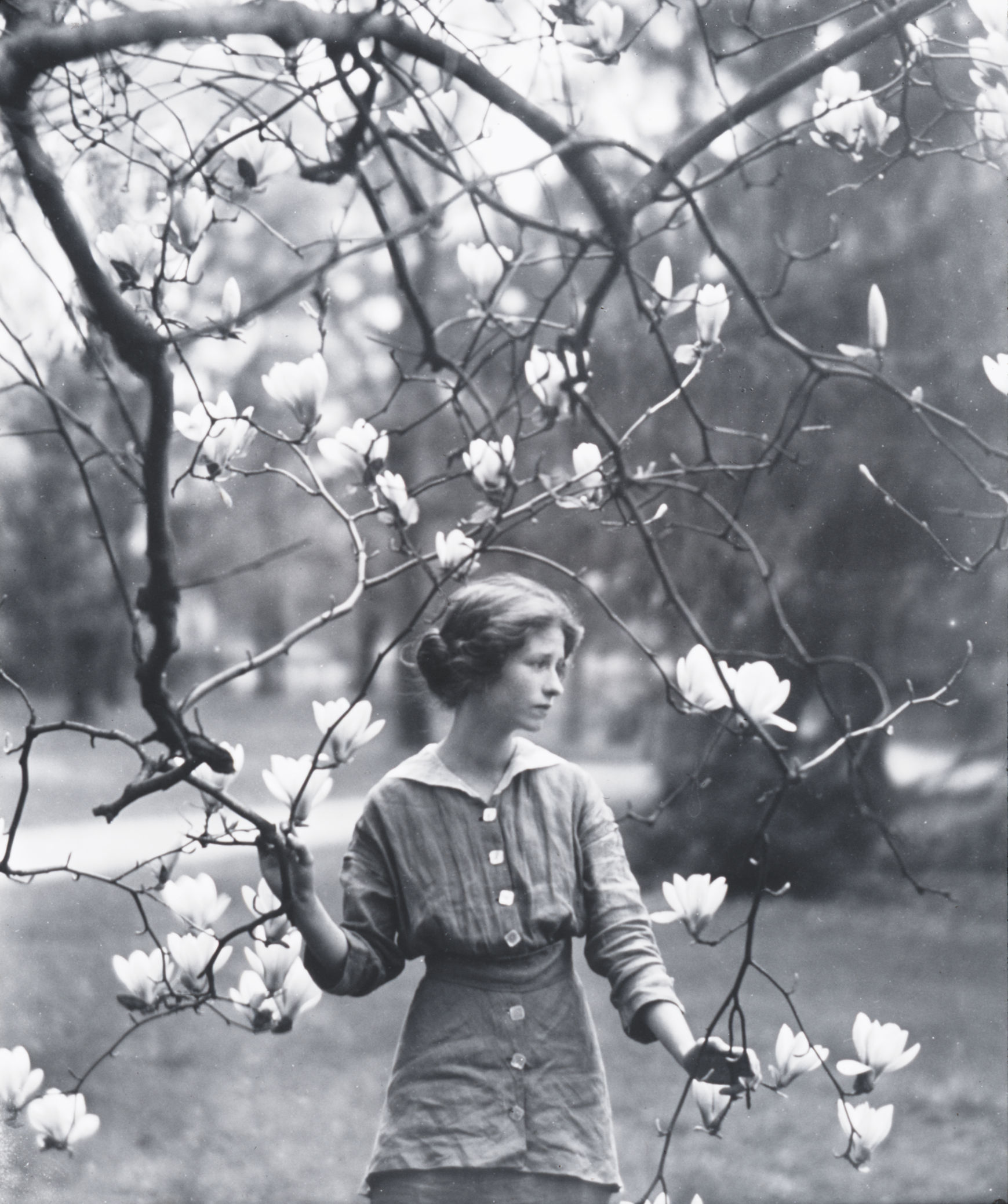
1914-ben készült fényképe